# CLDN14
CLDN14 (англ. Claudin 14) – білок, який кодується однойменним геном, розташованим у людей на короткому плечі 21-ї хромосоми. Довжина поліпептидного ланцюга білка становить 239 амінокислот, а молекулярна маса — 25 699.
| 10         |  | 20         |  | 30         |  | 40         |  | 50         |
| ---------- |  | ---------- |  | ---------- |  | ---------- |  | ---------- |
| MASTAVQLLG |  | FLLSFLGMVG |  | TLITTILPHW |  | RRTAHVGTNI |  | LTAVSYLKGL |
| WMECVWHSTG |  | IYQCQIYRSL |  | LALPQDLQAA |  | RALMVISCLL |  | SGIACACAVI |
| GMKCTRCAKG |  | TPAKTTFAIL |  | GGTLFILAGL |  | LCMVAVSWTT |  | NDVVQNFYNP |
| LLPSGMKFEI |  | GQALYLGFIS |  | SSLSLIGGTL |  | LCLSCQDEAP |  | YRPYQAPPRA |
| TTTTANTAPA |  | YQPPAAYKDN |  | RAPSVTSATH |  | SGYRLNDYV  |  |            |

A: Аланін

C: Цистеїн

D: Аспарагінова кислота

E: Глутамінова кислота

F: Фенілаланін

G: Гліцин

H: Гістидин

I: Ізолейцин

K: Лізин

L: Лейцин

M: Метіонін

N: Аспарагін

P: Пролін

Q: Глутамін

R: Аргінін

S: Серин

T: Треонін

V: Валін

W: Триптофан

Локалізований у клітинній мембрані, мембрані, клітинних контактах, щільних контактах.